# 斎藤又四郎
斎藤 又四郎（さいとう またしろう、文明14年（1482年）- 明応8年11月13日（1499年12月15日））は、戦国時代の武将である。斎藤氏持是院家2代目の斎藤妙純の次男。幼名は大黒丸。斎藤利茂と同一人物とも。兄に利親、弟に彦四郎、姉妹に朝倉貞景室、京極高清室、息子に又四郎（幼名は大黒丸）がいる。

## 概要
明応5年（1496年）12月7日、父の妙純と兄の利親が戦死すると、甥の勝千代（後の斎藤利良）が幼少であったため、持是院家の4代目当主となる。明応6年（1497年）6月3日元服し、又四郎と名乗る。同盟関係にあった伊勢長野氏の息女と結婚し、男子（大黒丸、後の斎藤又四郎）をもうけるが明応8年（1499年）に急死した。享年18。法名悦厳僖公居士。家督は弟の彦四郎が継承した。